# Džuzhan
Džuzhan (tur. cüz ← arap. ǧuz̕: dio + perz. hān: čitač ), osoba koja u džamiji svakodnevno čita po jedan džuz iz Kurana za dobrotvorovu dušu, a obično se radi o osnivaču zaklade (vakufa). U džamiji može istovremeno više ljudi čitati svaki svoj džuz.